# Tanalur
Tanalur es una ciudad censal situada en el distrito de Malappuram en el estado de Kerala (India). Su población es de 47976 habitantes (2011). Se encuentra a 23 km de Malappuram y a 42 km de Kozhikode.

## Demografía
Según el censo de 2011 la población de Tanalur era de 47976 habitantes, de los cuales 22743 eran hombres y 25233 eran mujeres. Tanalur tiene una tasa media de alfabetización del 94,50%, superior a la media estatal del 94%. la alfabetización masculina es del 96,92%, y la alfabetización femenina del 92,38%.